# Vilson da Fetaemg
Vilson Luiz da Silva, (Cláudio, 1 de maio de 1957), mais conhecido como Vilson da Fetaemg (acrônimo de Federação dos Trabalhadores na Agricultura do Estado de Minas Gerais) é um político e agricultor brasileiro filiado ao Partido Socialista Brasileiro (PSB). Nas eleições de 2018, foi eleito deputado federal por Minas Gerais com 70.481 votos. Na Câmara, foi um dos deputados que mais seguiu as orientações de voto dos líderes da Frente Parlamentar Ambientalista. Nas eleições de 2022, Vilson recebeu 54.280 votos e não conseguiu ser reeleito.
Vilson é o presidente estadual do PSB em Minas Gerais.